# Bonifácio IV de Castellane
Bonifácio IV de Castellane (em francês:  Boniface de Castellane; c. 1244–1265) foi um trovador e senhor provençal do século XIII. Foi um dos últimos senhores independentes da Provença antes do reinado de Carlos de Anjou.

## Biografia
Mencionado pela primeira vez em 1244, sucedeu a seu pai como barão de Castellane em 13 de junho de 1249.
Em 1248, Bonifácio e o conde Barral de Baux lideraram uma rebelião contra Carlos de Anjou, que havia partido para a Sétima Cruzada. Carlos suprimiu a revolta ao retornar em 1250. Sua turbulenta carreira política pode ser traçada através de seus três sirventes sobreviventes, obras poéticas líricas sobre temas políticos na língua occitana, cada uma escrita em momentos diferentes durante seu conflito com o rei angevino. Na segunda metade de 1252, escreveu Era, pueis yverns es e'l fil ("Agora, como é inverno e os córregos"), um ataque à Igreja (um apoiador de Carlos), Henrique III da Inglaterra (parente de Carlos por casamento) e até Jaime I de Aragão (culpado de não ter vingado a morte de seu pai, Pedro II de Aragão, em Muret).
O pacto entre Carlos e várias cidades do Piemonte em 1260 inspirou outro poema satírico no estilo de Bertrando de Born, Guerra e trebailh e brega'm plaz ("Guerra, esforço e tumulto me agradam"). No início de 1262, Bonifácio liderou uma nova revolta contra Carlos de Anjou na cidade de Marselha. Desta vez, Barral de Baux permaneceu leal ao Conde de Anjou, mas seu primo Hugues de Baux se juntou a Bonifácio. Em retaliação, Carlos destruiu Castellane e forçou Bonifácio ao exílio. Ele fugiu para a corte do rei Jaime I de Aragão, em Montpellier. Lá escreveu Si tot no m'es fort gaya la sazos ("Embora a temporada não seja muito alegre"), idêntico em métrica e rima de Humils e francs e fis soplei ves vos, de Pons de Chapteuil. De Montpellier foi para a Espanha. Em fevereiro de 1265, esteve em Huesca, na corte do príncipe Pedro de Aragão, organizando uma aliança contra Carlos. Esteve em Valência em julho, mas desapareceu das fontes após essa data e provavelmente morreu pouco depois.